# The Artful Dodger (film 1908)
The Artful Dodger è un cortometraggio muto del 1908 diretto da Lewin Fitzhamon.

## Trama
Un ladro che è inseguito, per sfuggire alla cattura ricorre a un travestimento.

## Produzione
Il film fu prodotto dalla Hepworth.

## Distribuzione
Distribuito dalla Hepworth, il film - un cortometraggio di 145 metri - uscì nelle sale cinematografiche britanniche nell'aprile 1908.
Si conoscono pochi dati del film che, prodotto dalla Hepworth, fu distrutto nel 1924 dallo stesso produttore, Cecil M. Hepworth. Fallito, in gravissime difficoltà finanziarie, il produttore pensò in questo modo di poter almeno recuperare il nitrato d'argento della pellicola.